# Кохановце (район Гуменне)
Кохановце (словац. Kochanovce) — село и одноимённая община в районе Гуменне Прешовского края Словакии. Расположен в южной части Низких Бескидов в долине реки Лаборец.

## История
Первое упоминание 1543 года.
В селе есть римо-католический костел с 1780 году в стиле классицизма.

## Население
| Год:                | 1994 | 2004     | 2014    | 2024    |
| ------------------- | ---- | -------- | ------- | ------- |
| Количество человек: | 651  | 745      | 792     | 735     |
| Разница:            |      | +14,43 % | +6,30 % | −7,19 % |

Национальный состав населения (по данным последней переписи населения 2001 года):
- словаки — 96,68 %
- русины — 2,39 %
- чехи — 0,40 %

Состав населения по принадлежности к религии состоянию на 2001 год:
- римо-католики — 89,77 %,
- греко-католики — 6,37 %,
- православные — 1,33 %,
- не считают себя верующими или не принадлежат к одной вышеупомянутой конфессии — 2,52 %